# Acrothyrea rufofemorata
Acrothyrea rufofemorata är en skalbaggsart som beskrevs av Hermann Burmeister 1842. Acrothyrea rufofemorata ingår i släktet Acrothyrea och familjen Cetoniidae. Inga underarter finns listade i Catalogue of Life.